# Jan Graafland
Johannes Hendrikus Adrianus Graafland (Leeuwarden, 21 agosto 1909 – ...) è stato un calciatore olandese, di ruolo attaccante.